# Comité Olímpico Nacional do Sri Lanka
O Comité Olímpico Nacional do Sri Lanka é o Comité Olímpico Nacional do Sri Lanka, fundado em 1937. Também é o órgão responsável pela representação do Sri Lanka nos Jogos da Commonwealth. Faz parte do Conselho Olímpico da Ásia, e é membro associado da Associação dos Comités Olímpicos de Língua Oficial Portuguesa.